# Luc Arbogast
Luc Arbogast (* 2. November 1975 in La Rochelle) ist ein französischer Musiker der Mittelaltermusik, der in der Szene über die Landesgrenzen hinaus bekannt ist. Eine breitere Öffentlichkeit in Frankreich wurde durch seine Teilnahme an der zweiten Staffel von The Voice: la plus belle voix im Jahr 2013 auf ihn aufmerksam.

## Biografie

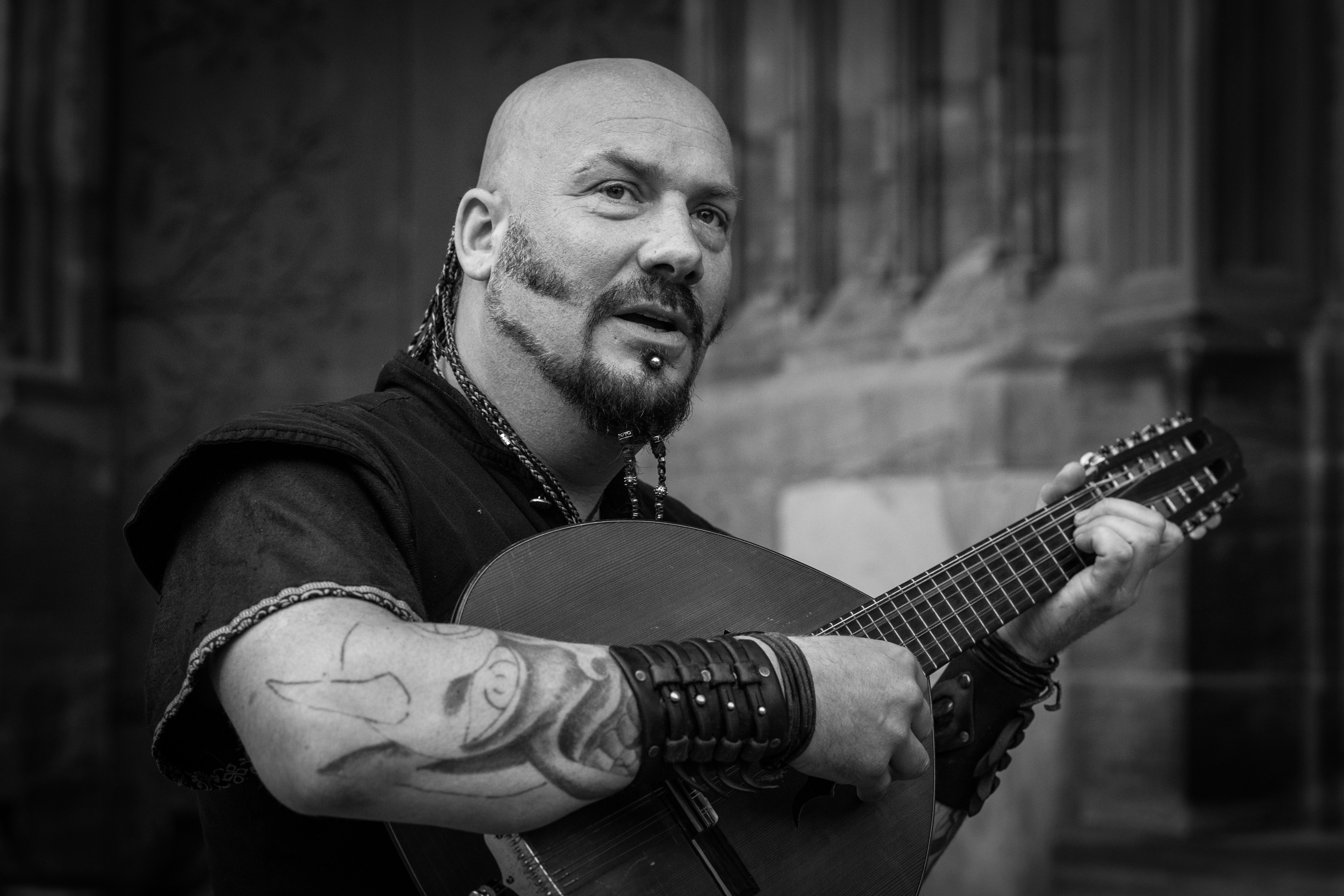
Luc Arbogast (2016)

Luc Arbogast spielt Musik in der Tradition der mittelalterlichen ländlichen Musik seiner französischen Heimat und nimmt auch bei deutschen Musikern wie Walter von der Vogelweide und Hildegard von Bingen Anleihen. Er tritt als Straßenmusiker und bei Konzerten bspw. in Kathedralen auf und hat in Eigenregie mehrere Alben aufgenommen, die er bei seinen Auftritten verkauft. Sein bevorzugtes Instrument ist die irische Bouzouki, die er sich selbst beigebracht hat. Mit seiner klaren Kontertenor-Stimme kommt er bis an die hohe Sopranstimmlage heran.
Im Frühjahr 2013 nahm Arbogast an der Castingshow The Voice teil. Er wurde bei den Blind Auditions in das Team von Jenifer Bartoli aufgenommen. Sein Beitrag Cancion sefaradi kam nach der Ausstrahlung in die Singlecharts. Danach überstand er auch die Battle Round, schied dann aber in der ersten Liveshow aus. Trotzdem bekam er anschließend einen Plattenvertrag von Mercury und stellte noch im Sommer desselben Jahres ein Album mit dem Titel Odysseus zusammen. Nach Veröffentlichung stieg es sofort auf Platz eins der französischen Albumcharts ein und konnte sich dort zwei Wochen halten. Nach drei Wochen erreichte es Platinstatus. Auch in den französischsprachigen Teilen Belgiens und der Schweiz war er sehr erfolgreich. Damit war er, trotz seines frühen Ausscheidens, der The-Voice-Teilnehmer mit dem größten kommerziellen Erfolg in Frankreich.
Bereits ein Jahr später erschien das Album Oreflam, das an diesen Erfolg anknüpfen konnte und ein Top-5-Platzierung in Arbogasts Heimat einbrachte. Darin nahm er auch die Musik der Fantasy-Fernsehserie Game of Thrones auf, ein Videoclip mit der Titelmelodie erreichte fast 2 Millionen Aufrufe bei YouTube.
2015 trat er als Gast ein weiteres Mal bei The Voice auf und im Jahr darauf folgte mit Metamorphosis ein weiteres Album. Das Interesse hatte aber nachgelassen, in Frankreich erreichte er noch Platz 35 der Albumcharts, in Belgien und der Schweiz wurde es kaum noch nachgefragt.

## Diskografie
Alben
- Fjall d’yr vinur (2003)
- Domus (2004)
- Hortus Dei (2007)
- Aux portes de Sananda (2009)
- Canticum in terra (2012)
- Odysseus (2013)
- Oreflam (2014)
- Metamorphosis (2016)

Lieder
- Cancion sefaradi (2013)
- Nausicaa (La Moldau) (2013)
- Eden (L’adagio d’Albinoni) (2013)
- Mad World (2013)